# Lynne Patton

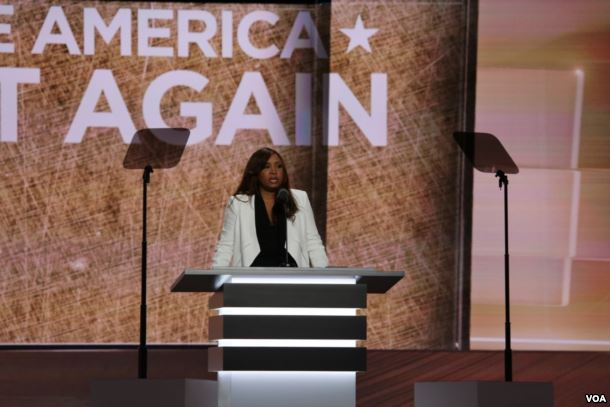
Lynne Patton während ihrer Rede auf dem Parteitag der Republikaner in Cleveland, Ohio (2016)

Lynne Martine Patton (* 1973 in Alabama) ist eine US-amerikanische Event-Managerin und Politikberaterin. Seit Juni 2017 ist sie beim Ministerium für Wohnungsbau und Stadtentwicklung der Vereinigten Staaten der Trump-Regierung für die Staaten New York und New Jersey verantwortlich. Zuvor hatte sie seit 2009 in verschiedenen Positionen für die Trump Organization gearbeitet.

## Bildung und Privates
Patton wuchs in New Haven im US-Bundesstaat Connecticut auf. Ihr Vater
Curtis L. Patton, der sie alleine aufzog, ist Epidemiologe und Professor an der Yale University.
Lynne Patton machte an der University of Miami ihren Bachelor in Englischer Literatur.
Anschließend
begann sie ein Jurastudium an der Quinnipiac University School of Law, das sie nach zwei Semestern abbrach.
Patton hatte laut eigener Aussage in der Vergangenheit mit Drogenmissbrauch zu kämpfen, bei dessen Bekämpfung ihr die Trump-Familie sehr geholfen habe.

## Karriere
Lynne Patton wirkte bei der Produktion der Reality-TV-Serie The Celebrity Apprentice mit, die der spätere US-Präsident Donald Trump moderierte. Im Jahr 2014 plante sie die Hochzeit seines Sohnes Eric Trump.
Von 2009 bis 2017 war sie Vizepräsidentin und Vorstandsmitglied der gemeinnützigen Eric Trump Foundation.
Landesweite Aufmerksamkeit erlangte sie 2016 während des Präsidentschaftswahlkampfs von Donald Trump. Auf der Videoplattform YouTube veröffentlichte sie ein Video mit dem Titel "The Trump Family I Know – A Black Female Trump Executive Speaks Out" (dt.: Die Trump-Familie, die ich kenne – Eine Schwarze, weibliche Trump-Führungskraft steht auf) für die Trump-Kampagne, mit der Absicht, den Kandidaten der Republikaner gegen Vorwürfe des Rassismus zu verteidigen. 2016 gehörte sie zu den Rednern auf dem Parteitag der Republikaner in Cleveland. Während ihrer Rede hob sie hervor, dass Donald Trump für Schwarze, LGBTQ, Veteranen und Polizisten einstehe. Sie gehörte außerdem zu den Rednern auf der Trump-Pence Women's Empowerment Tour (dt.: Trump-Pence Tour für Frauenförderung). Sie nimmt eine führende Position in der National Diversity Coalition for Trump ein.

### Im Weißen Haus
Ab dem 20. Januar 2017 agierte Patton als Bindeglied zwischen dem Weißen Haus und dem Ministerium für Wohnungsbau und Stadtentwicklung. Am 5. Juli 2017 wurde ihr offiziell die Region II als Zuständigkeitsbereich zugeteilt, der New York und New Jersey umfasst. An der Besetzung Pattons kam Kritik auf, weil sie über keinerlei Erfahrung im Bereich des Wohnungsbaus verfügte. Die beiden New Yorker Kongressabgeordneten Grace Meng und Nydia Velázquez baten öffentlich um ein Umdenken des Weißen Hauses.
Im September 2018 teilte Patton auf Twitter einen Beitrag, in dem sich Donald Trump Jr. über die Vergewaltigungsvorwürfe gegen Brett Kavanaugh, Nominierter für den Obersten Gerichtshof, lustig machte. Sie wetterte außerdem mit dem Hashtag #FakeNews gegen den Nachrichtensender CNN.
Im November 2018 kündigte Patton an, aus ihrem Apartment im Trump Plaza in New York City in eine staatlich finanzierte Wohnung zu ziehen, um ein Zeichen zu setzen. Sie begann ihren einmonatigen Aufenthalt im Februar 2019.
Im Mai 2019 geriet Patton in Kritik, als sie ihren Regierungsaccount auf Twitter für Wahlwerbung benutzte. Nach ihren Angaben war ihr der Verstoß gegen den Hatch Act – das Gesetz verbietet solches Vorgehen – gleichgültig.
Nach dem  Suizid von Jeffrey Epstein im August 2019 verbreitete Patton Verschwörungstheorien über dessen Todesursache auf Twitter. Sie brachte Hillary Clinton mit Epsteins Tod in Verbindung.